# Gerda Kraan
Gerarda Maria Kraan, meglio nota come Gerda Kraan (Leida, 30 luglio 1933), è un'ex mezzofondista olandese, specializzata negli 800 metri piani.

## Biografia
Ottava di 14 fratelli, si avvicinò al mondo dello sport dapprima praticando la pallamano, alternando gli allenamenti al suo lavoro di agente di polizia, e solo nel 1954, all'età di 21 anni, passò all'atletica leggera.
Alla sua prima esperienza in una gara di alto livello nel 1958, migliorò il record olandese degli 800 metri piani, abbassandolo a 2'16"6. Successivamente migliorò il record altre otto volte nel corso del biennio 1958-1959, fino a qualificarsi, nel 1960, ai Giochi olimpici di Roma, anche se fu poi eliminata durante le qualificazioni.
Tra il 1958 e il 1963 fu cinque volte campionessa olandese degli 800 metri piani e batté altre nove volte il record nazionale su questa distanza. Nel 1962 vinse la medaglia d'oro ai campionati europei di atletica leggera di Belgrado con il nuovo record europeo di 2'02"8.
Nel 1964 prese parte ai Giochi olimpici di Tokyo, posizionandosi settima nella classifica finale degli 800 metri piani.

## Palmarès
| Anno | Manifestazione  | Sede     | Evento          | Risultato     | Prestazione | Note           |
| ---- | --------------- | -------- | --------------- | ------------- | ----------- | -------------- |
| 1960 | Giochi olimpici | Roma     | 800 metri piani | elim. qualif. | 2'10"71     |                |
| 1962 | Europei         | Belgrado | 800 metri piani | Oro           | 2'02"8      | Record europeo |
| 1964 | Giochi olimpici | Tokyo    | 800 metri piani | 7ª            | 2'05"8      |                |